# Chiwoniso Maraire
Chiwoniso Maraire (Olympia, 5 maart 1976 – Chitungwiza, 24 juli 2013) was een Zimbabwaanse zangeres, songwriter en muzikante. Haar muziekinstrument was de mbira, de duimpiano van het Shona-volk. Ze doorbrak een taboe door de mbira te spelen, een instrument dat in Zimbabwe traditioneel alleen door mannen werd bespeeld. Ze was ook vernieuwend door traditionele mbira-muziek te combineren met moderne stijlen zoals r&b.

## Biografie
Maraire was de dochter van de Zimbabwaanse mbira-meester en onderwijzer Dumisani Maraire. Hij was naar de Verenigde Staten verhuisd om te werken aan de universiteit van Seattle. Haar ouders luisterden veel naar muziek en Maraire groeide niet alleen op met Zimbabwaanse muziek, maar ook met muziek van artiesten als James Brown, Roberta Flack, Bob Marley en Miriam Makeba, en met klassieke componisten als Mozart en Bach. Maraire begon mbira te spelen toen ze vier jaar oud was, en trad al op met haar familie toen ze elf was.
Nadat de familie terug was verhuisd naar Zimbabwe, bezocht Maraire daar de middelbare school en volgde ze avondlessen aan de universiteit. In haar eerste jaren in Zimbabwe maakte zij deel uit van het afro-fusion-hiphoptrio A Piece of Ebony, een groep die mbira-muziek combineerde met moderne beats.  In 1996 werd ze lid van The Storm, een band geleid door gitarist Andy Brown, die later haar echtgenoot werd. Het was een succesvolle band die optrad binnen en buiten Zimbabwe.

## Eerste soloalbum: Ancient Voices
Maraires debuutalbum Ancient Voices kwam uit in 1995 en werd internationaal goed ontvangen. Ze won met dit album de Radio France International Award voor beste nieuwe artiest.
Maraire richtte de groep Chiwoniso and Vibe Culture op. Van 2001 tot 2004 was ze ook lid van de band Women’s Voice, een groep met leden uit Noorwegen, Zimbabwe, Tanzania, Verenigde Staten, Israël en Algerije. Maraire droeg ook bij aan muziek voor films en documentaires.

## Tweede soloalbum: Rebel Woman
In 2008 bracht Maraire weer een internationaal soloalbum uit, Rebel Woman. De titel van het album was een verwijzing naar vrouwelijke guerrilla-strijders die tegen het Rhodesische bewind gevochten hadden. Het album bevatte scherpe teksten over sociale en politieke onderwerpen.
Ook dit album werd goed ontvangen. Womex nam Rebel Woman op in een lijst van de beste 10 wereldmuziek-albums van 2009. Rebel Woman eindigde op 18 in de World Music Charts Europe van 2009.
Maraire gaf verschillende optredens in Nederland en België, onder andere op Music Meeting, Amsterdam Roots, het Houtfestival Haarlem en het Afro-Latino Festival. In 2009 trad ze op in Vrije Geluiden.
Songs van Maraire werden geselecteerd voor diverse compilatiealbums, waaronder Listen to the Banned en Putumayo's African Dreamland.

## Overlijden
Maraire overleed op 37-jarige leeftijd aan een longinfectie.

## Discografie
- A Piece of Ebony: From the Native Tongue (1992)
- Ancient Voices (1998)
- Chiwoniso & Vibe Culture: Timeless (2004)
- The Collaboration: Hupenyu Kumusha/Life at Home/Impilo Ekhaya. Volume 1 (2006)
- Rebel Woman (2008)